# Санта-Мария-Мойоцинго
Санта-Мария-Мойоцинго (исп. Santa María Moyotzingo) — населённый пункт и муниципалитет в Мексике, входит в штат Пуэбла. Население — 25 544 человека.